# Pycnarmon sciophila
Pycnarmon sciophila là một loài bướm đêm trong họ Crambidae.